# Manuel Cardoso
Manuel Cardoso (Fronteira, prop de Portalegre, 11 de desembre de 1566 – 24 de novembre de 1650) fou un compositor i organista portuguès.
Cardoso junt amb Duarte Lobo i Joan IV de Portugal, representa l'edat d'or de la polifonia portuguesa.
Estudià en el Colégio dos Moços do Coro, una escola coral associada a la catedral d'Évora, amb els professors Manuel Mendes i Cosme Delgado.
El 1588 ingressà en l'ordre carmelita, prengué els vots el 1589. en els primers anys de la dècada de 1620 fou resident en la casa ducal de Vila Viçosa, on feu amistat amb el Duc de Barcelos, que més tard es convertí en el rei Joan IV.
La major part de llur vida fou el compositor i organista resident del convent carmelita do Carmo a Lisboa.
Les obres de Cardoso són models de polifonia palestriniana, i estan escrits en un estil refinat i precís que ignora el desenvolupament de l'idioma barroc per tot Europa. Llur estil té més en comú amb Tomás Luis de Victoria en el seu curós tractament de la dissonància, en l'escriptura poli-coral ocasional i les freqüents falses relacions que curiosament eren comunes tant en els compositors ibèrics com anglesos de l'època.
Se’n conserven tres llibres de misses; moltes de llurs obres estan basades en motets escrits pel rei Joan IV i altres estan basades en motets de Giovanni Pierluigi da Palestrina. Cardoso veié publicada gran part de llur obra, freqüentment amb l'ajuda del rei Joan IV per a sufragar les despeses.
Moltes de les seves composicions, especialment les elaborades poli-corals, es perderen en el terratrèmol que destruí Lisboa el 1755.